# 罗滕图姆
罗滕图姆（德語：Rothenthurm）是瑞士联邦施维茨州施维茨区的市镇。该市镇面积为22.8平方千米，海拔高度925米，2018年12月31日人口数为2,412。